# بارون
البارون لقب نبيل أرستقراطي في الأنظمة الملكية الإقطاعية. تأتي هذه الرتبة بالنظام الإقطاعي التسلسلي تحت الفيكونت. في مجلس اللوردات البريطاني يأتي بأدنى مرتبة بين الأعضاء. أصل الكلمة من الفرنسية القديمة "بارون" Baron بما يعني "المحارب" أو "الحرّ". اندمجت وتشابهت فيما بعد بالكلمة الإنكليزية القديمة "بيرون" Beron والتي تعني "النبيل".

## اللقب
البارون هو رتبة نُبل أو لقب شرفي، غالبًا ما يكون وراثيًا، في عدة دول أوروبية سواء كانت حالية أو تاريخية. المقابل المؤنث له هو بارونة. عادةً ما يشير اللقب إلى أرستقراطي يحتل مرتبة أعلى من اللورد أو الفارس، لكنه أدنى من الفيسكونت أو الكونت.
كثيرًا ما يمتلك البارونات إقطاعياتهم أي أراضيهم ودخلهم مباشرة من الملك، ونادرًا ما يكون البارون تابعًا لنبلاء آخرين.
كان يحق لهم في العديد من الممالك ارتداء شكل مصغر من التاج يُسمى "كورونيت".

## لغويا
مصطلح "بارون" أصله من الكلمة اللاتينية "barō" عبر اللغة الفرنسية القديمة. وانتقل استخدام لقب البارون إلى إنجلترا عبر الفتح النورماني عام 1066، ثم جلبه النورمان إلى إسكتلندا وجنوب إيطاليا. وانتشر لاحقًا إلى الأراضي الإسكندنافية والسلافية.
يقابل هذا اللقب بلغات أخرى:
- بالألمانية: فرايهير Freiherr، استعملت قديماً. فيما بعد صارت بادئة "فون" von تشير للقب ذاته.
- بالإسبانية: فيسكوند Vizconde. يستعمل حتى الآن.
- باليابانية: دانشاكو (男爵)، وتستعمل حتى الآن.
- بالفيتنامية: نام تيوك Nam tước، أّلغيت بعد إلغاء الملكية.
- بالمانشووية: أشانئي هافان ashan-i hafan، ألغيت بعد إلغاء الملكية.

كما استعملت نفس الكلمة بتحويرات قليلة باللغات السلافية (Барон) واللاتينية (Barone, Barón, Barão) في مناطق أخرى من أوروبا.